# Pukekohe Park Raceway

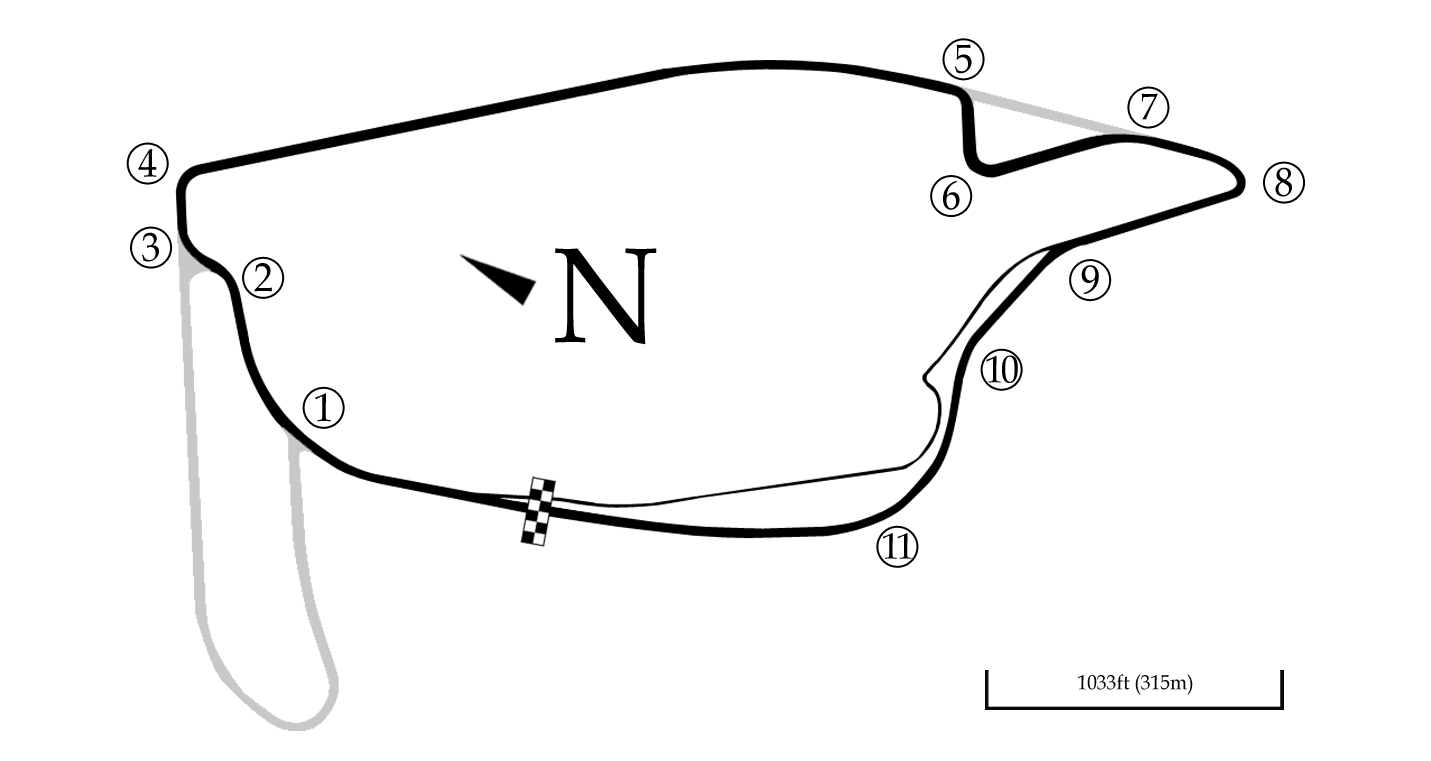
Bankarta.

Pukekohe Park Raceway är en racerbana utanför Auckland, Nya Zeeland.

## Historia
Pukekohe höll Nya Zeelands Grand Prix i bland annat Tasman Series under många år. Banan har två rejält snabba sektioner som höjer snittfarten, och varven tar inte lång tid, då banan inte är längre än 2,841 kilometer. En galoppbana ligger i banans innerplan, som används till nyzeeländska ridtävlingar. Banans största evenemang under 2000-talet var V8 Supercar, som dock lämnade banan efter 2007 för att istället köra ett race i Hamilton på Hamilton Street Circuit.